# Kania Allard
Pour les articles homonymes, voir Allard.
Kania Allard est une chanteuse et comédienne canadienne d'origine haïtienne. Elle est connue pour avoir interprété le rôle de Dolorès Van Cartier dans la version française de la comédie musicale Sister Act entre 2012 et 2013 au théâtre Mogador à Paris. Elle est également choriste permanente de l'émission N'oubliez pas les paroles sur la chaîne télévisée française France 2, entre fin 2015 et 2021.
Sa date d'anniversaire est le 22 juin. Elle naît à Montréal et commence la musique et les arts du spectacle enfant, d'abord avec des instruments : le piano et la guitare, en suivant des cours de théâtre et en travaillant sa voix.

## Parcours scolaire
Elle effectue son cycle secondaire (collège et lycée) au sein de deux instituts, premièrement à l'école Marguerite-de Lajemerrais et au Cégep de Saint-Laurent à Montréal, Canada où elle se spécialise dans les arts du spectacle.

## Carrière artistique
En 2007, Kania fait la tournée des Zéniths aux côtés de la troupe Sol En Cirque où elle interprète le rôle de Vishnu le Serin.
À partir de 2008 et jusqu'à aujourd'hui Kania est un membre actif du groupe musical Damdistrict. Un groupe musical live parisien aux influences Jazz, Lounge et Deephouse.
De 2012 à 2013 (du 20 septembre au 30 juin), Kania interprète le premier rôle féminin de l'adaptation française de la comédie musicale 'Sister Act' en interprétant l'iconique Dolores Van Cartier (interprétée par Whoopi Goldberg dans les films) au théatre Mogador à Paris. Elle tient l'affiche pendant neuf mois en alternance avec la comédienne française Aurélie Konaté,, un spectacle majeur qui accueillera 360 000 spectateurs.
Entre 2014 et 2015 c'est au Théâtre du Gymnase qu'on la retrouve dans Flashdance dans le rôle de Kiki.
Toujours en 2015, c'est dans la mythique salle parisienne des Folies Bergère qu'elle apparaît aux côtés de la troupe de Black Legends.
Enfin c'est en 2018 que l'on retrouve Kania une dernière fois sur une scène française, dans le spectacle Jules Verne au théâtre Edouard VII à Paris dans lequel elle tient le rôle de Blanche-Neige.
Désormais c'est dans son Québec natal que l'on peut retrouver cette grande artiste à compter du 11 mai 2024 à l'Espace St-Denis dans l'adaptation française de la comédie musicale 'Tootsie', où elle interprétera le rôle de Julie.

### Musiques
En 2021, Kania sort un album en collaboration avec l'artiste Pierre Terrasse, intitulé Classic Soul (Edited).